# 안녕, 할부지
《안녕, 할부지》는 2024년에 공개 예정인 대한민국의 영화이다.

## 캐스팅
- 푸바오
- 후이바오
- 루이바오
- 러바오
- 아이바오
- 강철원
- 송영관
- 오승희
- 이세현

## 특이 사항
- 한국 영화 중 최초로 애니메이션과 다큐멘터리가 혼합된 영화다.
- 출연진 대다수가 에버랜드에 있는 사육사와 바오 패밀리로만 구성되어 있다.